# Фіала
Фіа́ла або пате́ра (грец. φιάλη, лат. patera) — давньогрецька пласка жертовна чаша без ручок. Виготовлялась із різних матеріалів, у тому числі благородних металів.
Фіали підносили як дар, про що свідчать численні зображення на давньогрецьких вазах. Ця традиція була продовжена в інших культурах — стародавніми римлянами, які використовували в релігійних обрядах патери.

## Галерея

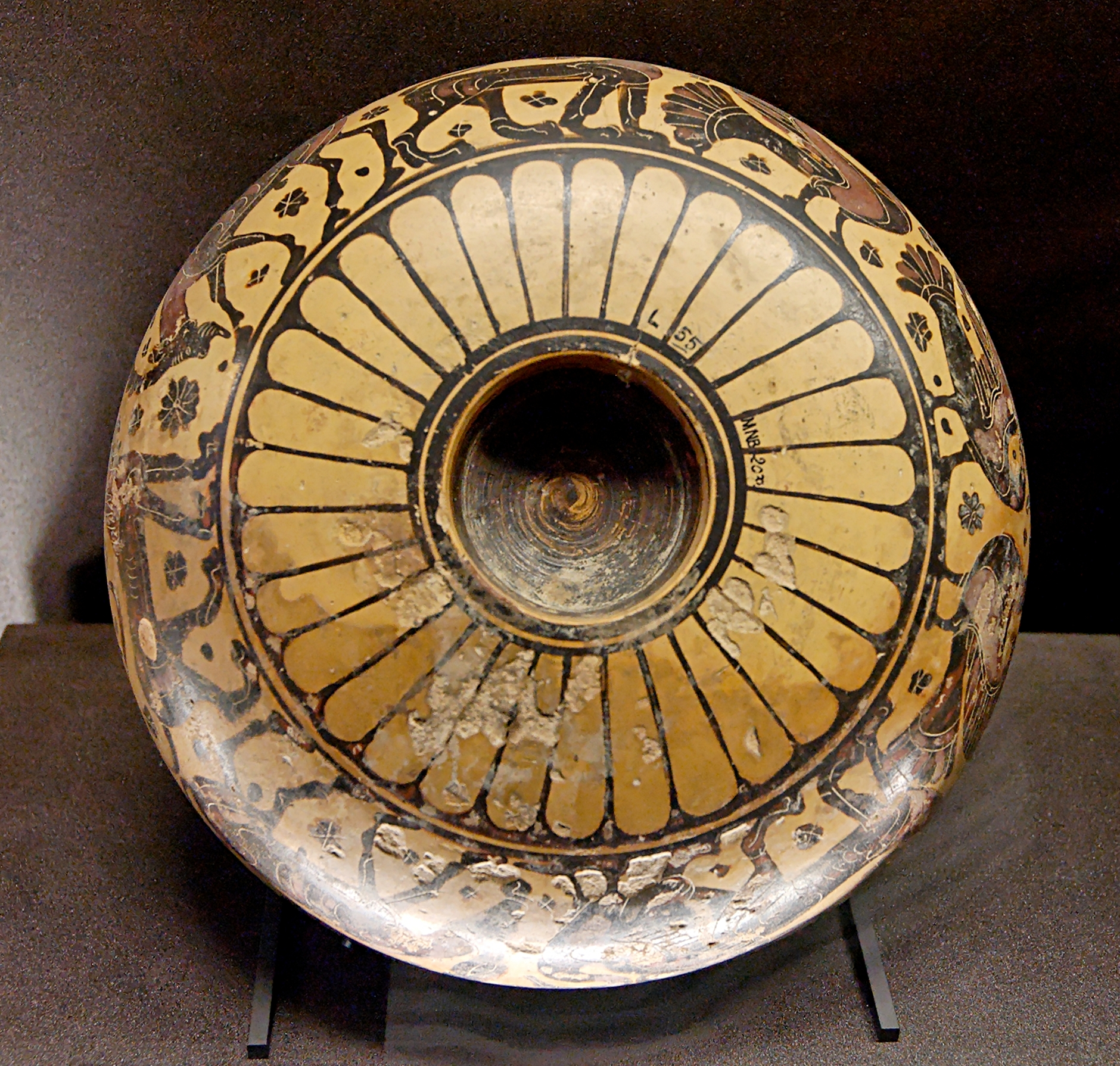
Коринфська фіала - бл. 600 до н.е.
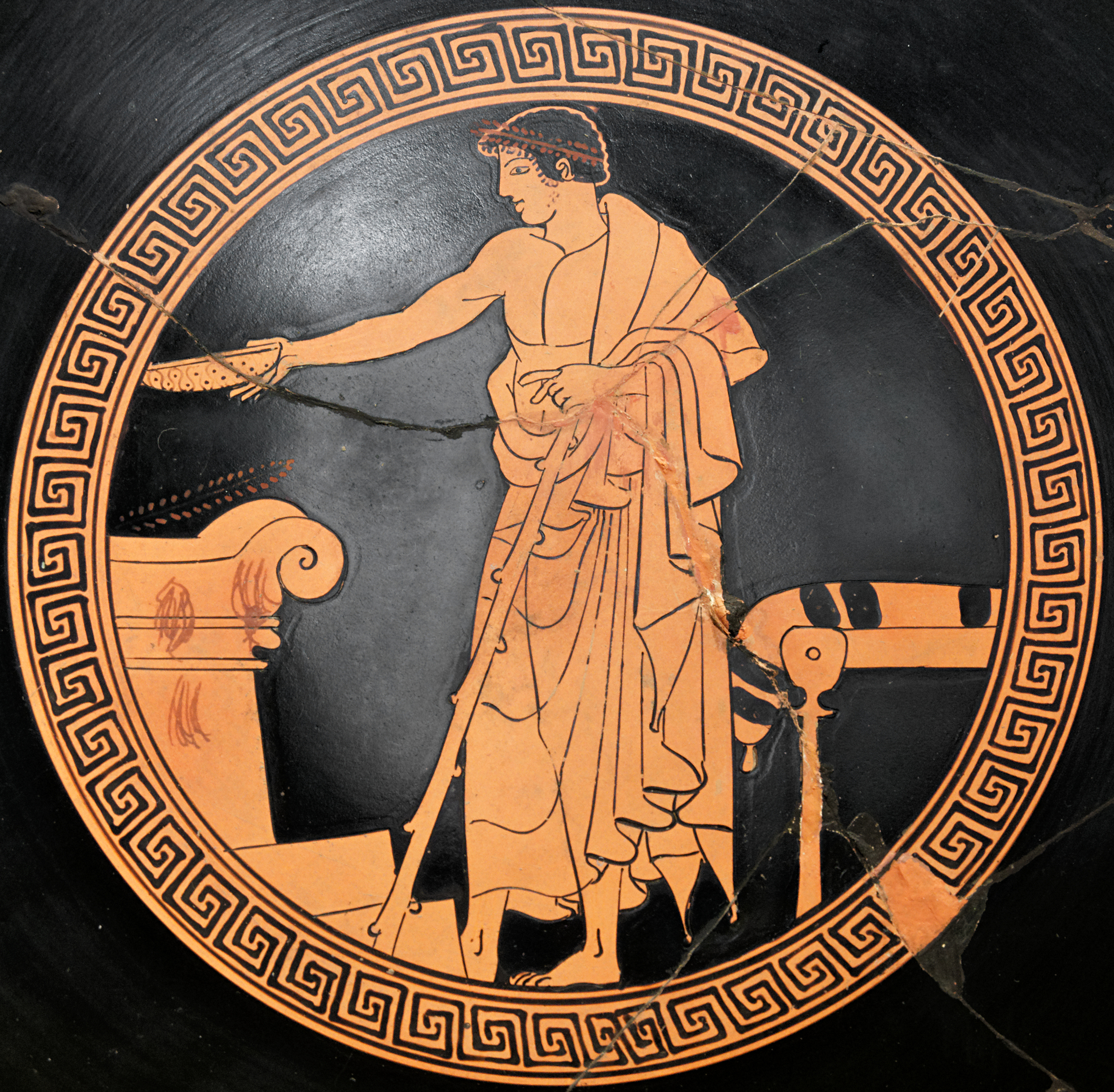
Зображення юнака з фіалою в правій руці
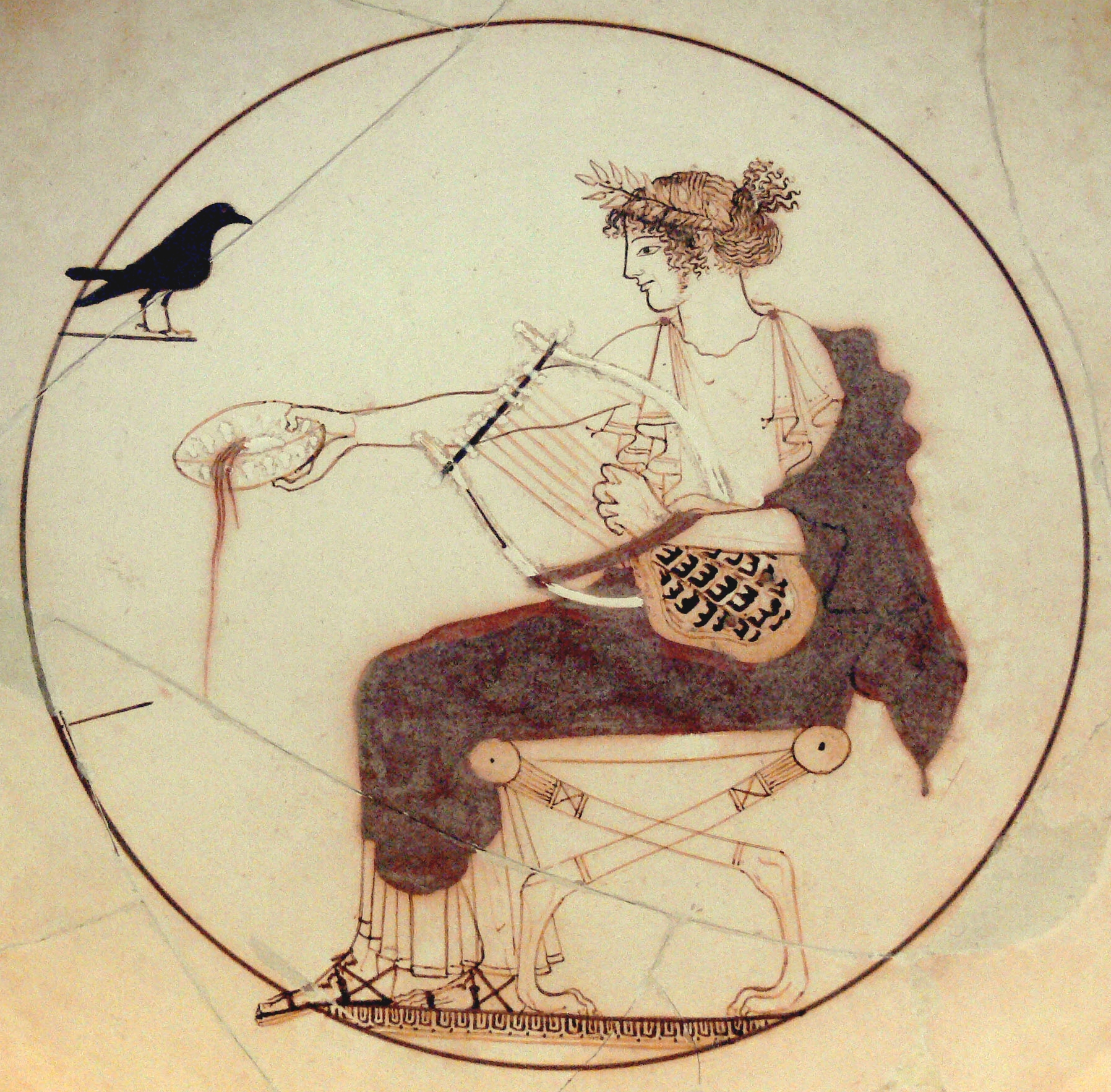
Apolo Citaredo ofreciendo una libación con un fiale
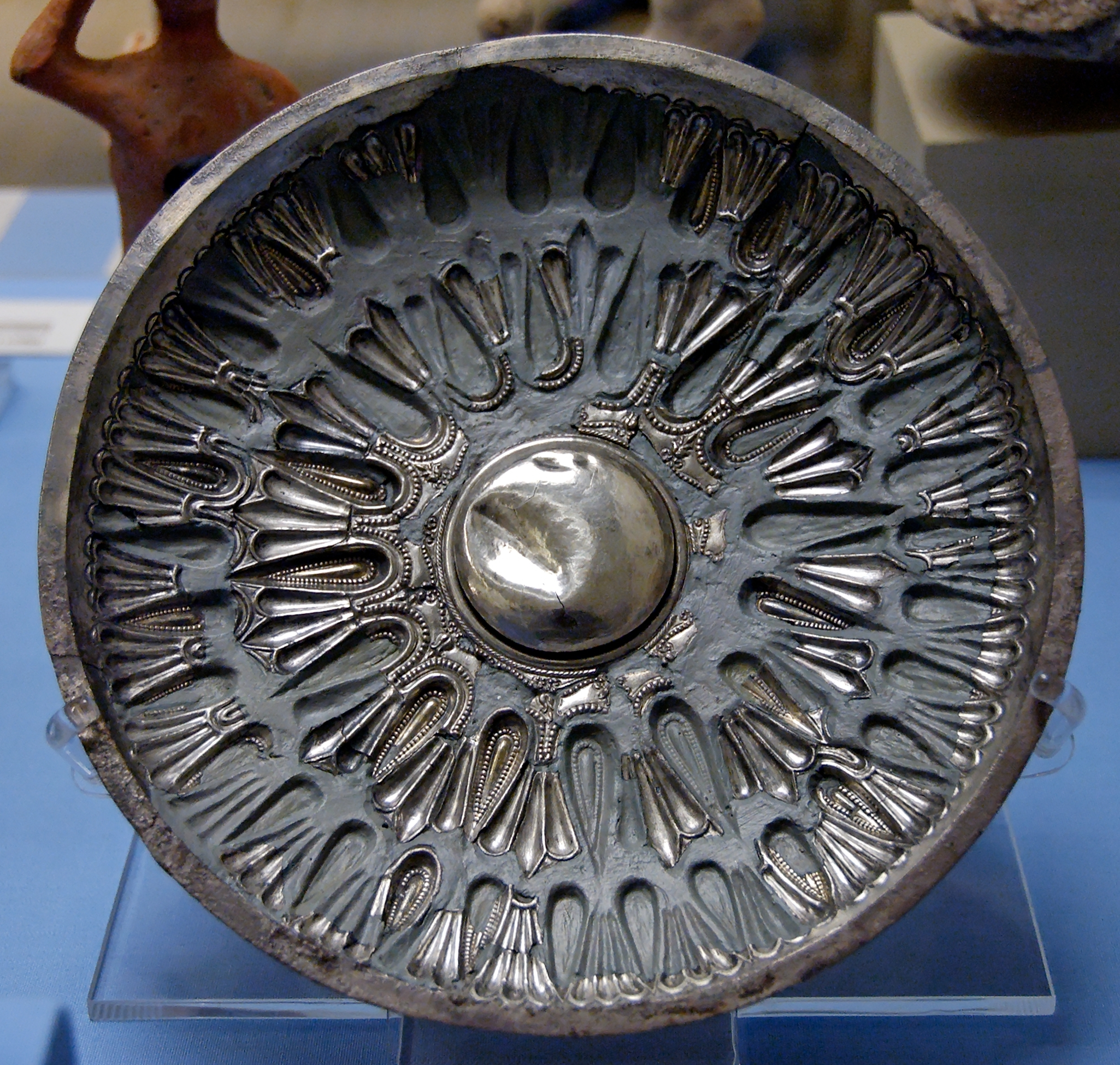
Срібна фіала у перському стилі, 400–350 до н. е. Ітака, Греція